# Elefantvindesläktet
Elefantvindesläktet (Argyreia) är ett växtsläkte i familjen vindeväxter med kanske 90 arter från Asien och Australien. Släktet är dåligt studerat och antalet arter kan komma att reduceras drastiskt. Några arter odlas som prydnadväxter i tropikerna och kan användas som storvuxa krukväxter i växthus.
Klängande buskar och lianer med förvedade stammar. Blad hela, ibland silverhåriga. Blomställningarna kommer vanligen i bladvecken, mer sällan toppställda. Blommorna kan vara röda, purpur, rosa eller vita. Ståndarna är fästade nära basen av blompipen. Frukten är ett bär.